# Анонім
Аноні́м (від грец. anonimos — «безіменний») — автор листа, повідомлення, твору, який навмисно приховує своє ім'я.

## Опис
Значення слова «анонім» є різним для різних видів текстів. Анонімними можуть бути літературні твори, листи, доноси тощо. В літературі анонімним називається літературний твір, автор якого не виставив свого імені. Головним критерієм є неможливість точно встановити особу того, хто писав. Щоб встановити ім'я автора, часто проводять вивчення документів, аналізують стиль. В поліграфії книжка повинна бути підписана автором, головним редактором, художнім редактором, коректором. Анонімні твори в поліграфії — це негативне явище. Від порушення авторських прав страждають не тільки конкретні правовласники — автори і легальні видавці, але і держава. Найпоширеніші анонімні твори, які ми можемо бачити — це графіті на стінах будинків, огорожах. Люди, які цим займаються, можуть бути притягнуті до відповідальності.

## Соціальні медіа
Соціальні медіа уможливлюють персональність та анонімність одночасно. В українських реаліях ця анонімність спонукає до безвідповідальності та вульгарності у записах чи коментарях. Таку думку висловив ректор УКУ о. д-р Борис Ґудзяк у інтерв'ю «Телекритиці». На його думку, у такому випадку варто зберігати принципи, які мають деякі сайти і форуми — не допускати анонімності.
Коли людина є слабка, то вона ховається. Це часто пов'язано з якоюсь спокусою. А медіа можуть допомогти людині бути на світлі, а не в темноті.

Борис Ґудзяк вважає, що як і кожний комунікативний засіб, соціальні медіа можуть бути використані як на добро — на підтримку рухів справедливості, свободи — так і на зло.